# Holomitrium hillieri
Holomitrium hillieri är en bladmossart som beskrevs av Thériot 1923. Holomitrium hillieri ingår i släktet Holomitrium och familjen Dicranaceae. Inga underarter finns listade i Catalogue of Life.